# Bonneville (Alvernia-Rodano-Alpi)

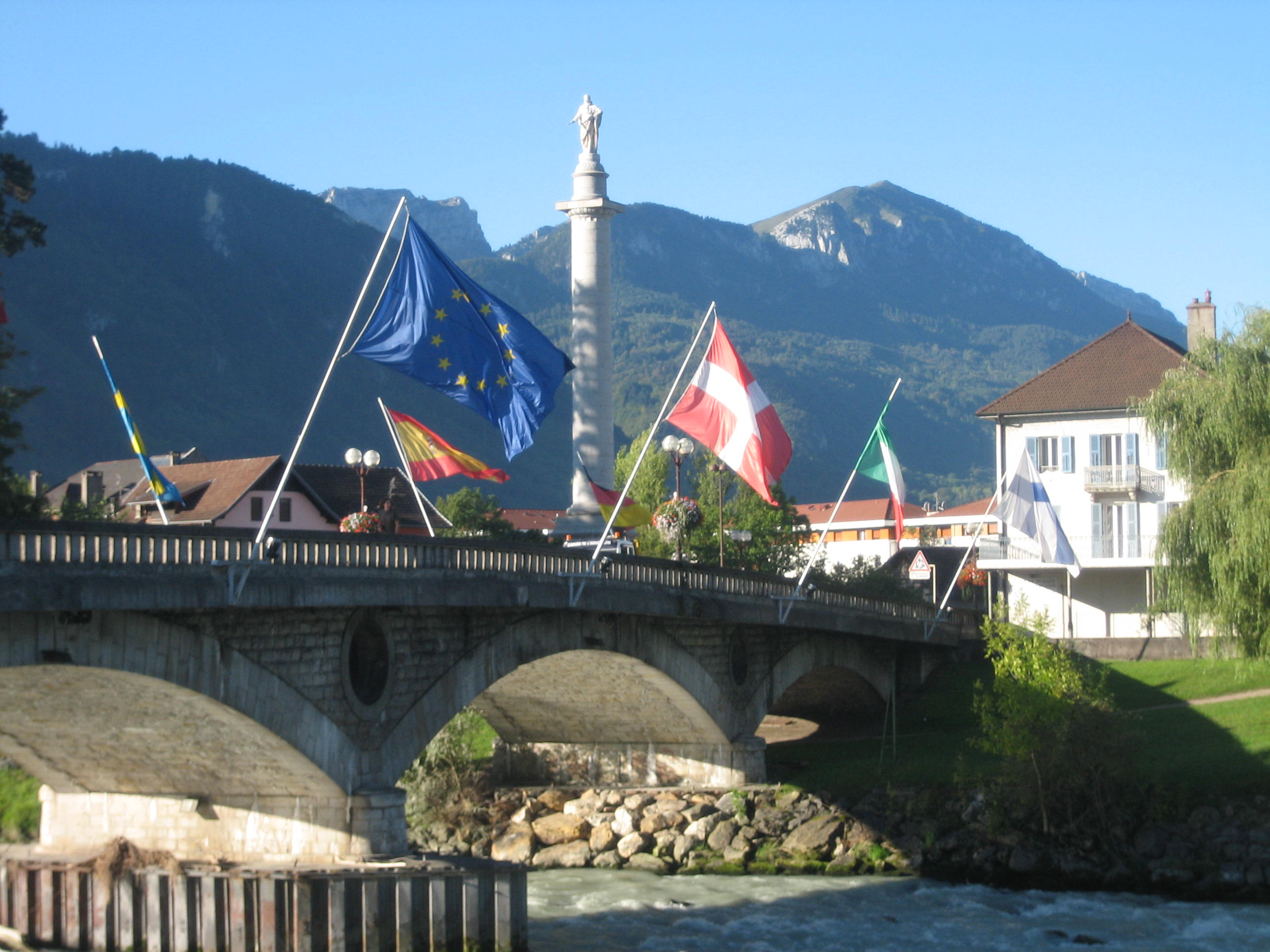
Colonna in memoria di Carlo Felice di Savoia

Bonneville (in italiano, desueto, Bonavilla) è un comune francese di 12 278 abitanti situato nel dipartimento dell'Alta Savoia della regione dell'Alvernia-Rodano-Alpi, sede di sottoprefettura.
Si trova lungo il corso del fiume Arve nella valle omonima.

## Società

### Evoluzione demografica
Abitanti censiti